# Мамулов, Степан Соломонович
Степан Соломонович Мамулов (Мамулян) (1902 Тифлис — 26 сентября 1976) — заместитель министра внутренних дел СССР, сотрудник НКВД, был близок к Л. П. Берия, перед арестом — генерал-лейтенант.
Депутат Верховного Совета СССР 1—3-го созывов.

## Биография
Отец Мамулова-Мамуляна был владельцем галантерейной лавки в Тифлисе. По национальности Мамулов — армянин. Первое место работы — жестянщик-паяльщик на частном предприятии с ноября 1917 по 1919 год. В 1920 году закончил пять классов 4-й мужской гимназии Тифлиса.

## Работа в милиции и служба в РККА
С февраля 1921 по январь 1922 года работал в милиции в 10-м комиссариате г. Тифлис. Член ВКП(б) с августа 1921 года.
В феврале-мае 1922 года служил в РККА, рядовой, секретарь партбюро и военкома 3-го Грузинского стрелкового полка.
С мая 1922 по октябрь 1923 года — начальник организационного отделения политического отдела 1-й Грузинской стрелковой дивизии.
По окончании Гражданской войны Мамулов на партийной работе.

## На партийной работе в Абхазии и Грузии
В 1923—1927 годах находился на партработе в Абхазии (инструктор Абхазского обкома КП(б) Грузии, член редколлегии, зам. ответственного редактора газеты «Трудовая Абхазия», председатель Абхазского Союза работников просвещения, отв. секретарь Сухумского уездного и городского комитета КП(б) Грузии, заведующий агитационно- пропагандистским отделом Абхазского обкома КП(б) Грузии).
С апреля 1927 по 30 августа 1928 — инструктор ЦК КП(б) Грузии.
С 30 августа 1928 по 23 октября 1928 — зав. информ. подотд. ЦК КП(б) Грузии.
С 23 октября 1928 по сентябрь 1929 — информатор ЦК КП(б) Грузии.
С сентября 1929 по май 1930 — пом. отв. секретаря ЦК КП(б) Грузии.
С мая 1930 по января 1931 — зав. сектором парт. строительства орг. отд. ЦК КП(б) Грузии.
С 1930 по января 1931 — зам. зав. орг. отд. ЦК КП(б) Грузии.

## На партийной работе в Казахстане
В период с февраля 1931 по май 1931 учился во Всесоюзной плановой академии.
С мая 1931 по апрель 1932 — пом. 1 секретаря Казахстанского крайкома ВКП(б).
С апреля 1932 по февраль 1933 — зам. отв. редактора газеты «Казахстанская правда»; отв. секретарь Прибалхашского райкома ВКП(б), Казахстан.

## На партийной работе в Днепропетровске
В период с марта 1933 по март 1934 — зам. секретаря парткома, зав. агит.-массовым отд. парткома металлургического з-да им. Петровского, Днепропетровск.

## Вновь в Грузии
Вероятно, в этот период Берия впервые оценил деловые качества и преданность Мамулова.
С марта 1934 по апрель 1936 — зам. зав. отд. сов. торговли Закавказского крайкома ВКП(б).
В период с 3 мая 1936 по 7 сентября 1936 — зам. зав. отд. руководящих парт. органов ЦК КП (б) Грузии.
С 7 сентября 1936 по 21 сентября 1937 — зав. отд. руководящих парторганов ЦК КП(б) Грузии.
12 декабря 1937 года избран депутатом Верховного Совета СССР 1-го созыва.
В октябре 1937 — феврале 1938 — 3-й секретарь Тбилисского горкома КП(б) Грузии.
С февраля 1938 по декабрь 1938 — зав. сельскохозяйственным отделом ЦК КП(б) Грузии.

## Работа в НКВД — МВД
Когда Берия был переведен на работу в НКВД и начал продвигать на руководящие посты своих доверенных людей, Мамулов в декабре 1938 года был вызван в Москву и 3 января 1939 года ему было присвоено звание старшего майора ГБ и он назначен 1-м заместителем начальника секретариата НКВД СССР.
Затем с 16 августа 1939 по 26 апреля 1946 года Мамулов — начальник секретариата НКВД—МВД СССР.
14 февраля 1943 года Мамулову присвоено звание комиссар ГБ 3-го ранга.
9 июля 1945 года Мамулову присвоено звание генерал-лейтенант.
С 24 апреля 1946 по 12 марта 1953 года Мамулов — заместитель министра внутренних дел СССР.
В этом качестве курировал Главное управление лагерей горно-металлургических предприятий, Управление лагерей лесной промышленности, Дальстрой, а также Управление материально-технического снабжения МВД, Плановый отдел МВД. Главное архивное управление МВД, Отдел перевозок МВД, 2-й (опертехника) и 3-й (Гохран) спецотделы МВД. К 1951 году в ведении Мамулова находились в основном лагерные управления МВД.

## Арест и заключение
После смерти И. В. Сталина и объединения МВД и МГБ под руководством Берии Мамулов вновь возглавил Секретариат нового объединенного министерства (12.03.1953—10.04.1953) и стал членом Коллегии МВД СССР (12.03.53—10.04.53).
10 апреля 1953 года был снят с этих постов и отправлен в Грузию в качестве заведующего отделом партийных, комсомольских и профсоюзных кадров ЦК КП Грузии. (По утверждению Цанава — с оставлением в действующем резерве МВД СССР).
После ареста Берии Мамулов 30 июня 1953 года был взят под стражу и 28 сентября 1954 года приговорен Военной коллегией Верховного суда СССР к 15 годам лишения свободы.
Весь срок заключения отбыл во Владимирской тюрьме. 28 июня 1968 года освобожден по отбытии срока, реабилитирован в 2013 году.

## Награды
- два ордена Ленина (№ 234721 — 08.02.1949, № 290962 — 19.09.1952)
- два ордена Красного Знамени (№ 24444 — 26.04.1940, № 4217 — 27.09.1943)
- два ордена Красной Звезды (№ 3016304 — 08.03.1944, № 364606 — 1951)
- орден Отечественной войны 1-й степени (№ 126297 — 24.02.1945)
- 6 медалей
- знак «Заслуженный работник НКВД» 19.12.1942[2]